# Versalita

Ejemplo de texto con versalitas.

La letra versalita o versalilla se refiere a una variación de cualquier tipo de letra, específicamente a una tipografía de letras mayúsculas cuyo tamaño es similar al de las minúsculas, con proporciones ligeramente distintas.
El nombre es el diminutivo de la palabra «versal», en referencia a las letras mayúsculas, porque con caracteres de estas dimensiones y formas inician los versos.
Típicamente la elevación de una versalita es la de una altura x. Una versalita debe poseer el mismo grosor de trazo que el de una mayúscula.
En muchos procesadores de texto existe la opción de usar versalitas (conocidas en inglés como small caps), que modifica el texto, deja las letras mayúsculas como tales y cambia a versalitas las minúsculas.

## Usos
Algunas veces se usan versalitas para escribir párrafos de texto escritos íntegramente con mayúsculas, con el objetivo de evitar cansancio o incomodar al lector.
Si la palabra que antecede a números romanos está escrita con minúscula inicial, aquellos se representan mediante versalitas (así, siglo xvi). En caso contrario se escriben con mayúsculas, como en los casos de nombres de reyes y de papas. Ejemplo: Benedicto XVI.
Además, desde los años 1980, sobre todo en el idioma inglés, se han utilizado para escribir siglas.

### En formulación química
En el sistema de Stock se utiliza para indicar la valencia atómica con la que actúa un elemento. Este número se escribe entre paréntesis, en números romanos y en versalita. Así el FeO es el óxido de hierro (ii).[cita requerida]

## Compatibilidad en soportes informáticos

### En HTML
En documentos HTML las versalitas se pueden escribir usando la variante de tipo de letra CSS «small-caps»:
<span style="font-variant: small-caps;">Versalitas</span> queda como Versalitas.

### En código wiki
El siguiente código:
{{Versalita|Texto en versalita en Wikipedia}}
producirá
Texto en versalita en Wikipedia

### En procesadores de textos

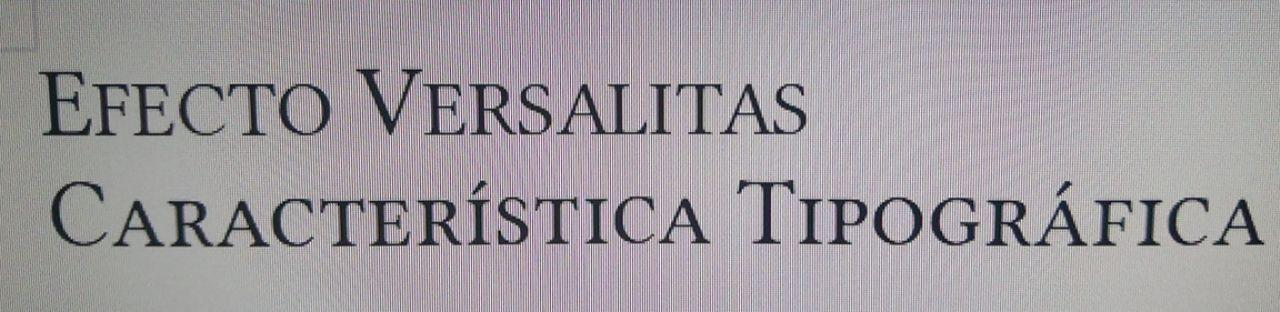
Arriba: Versalita simulada con mayúsculas reducidas a la altura de las minúsculas. Abajo: Versalitas con glifos propios diseñados.

Si se quiere hacer uso de la letra versalita en LibreOffice Writer, se debe acceder a los efectos tipográficos (en la modificación o creación de un Estilo o en el Formato de carácter) y en los "Efectos", se activa la opción "Versalitas" (otros efectos son Mayúsculas, Minúsculas, Título y Sin efecto). En versiones más recientes se incluye compatibilidad con características tipográficas que admiten versalitas reales usando glifos de la propia tipografía y no una simulación de mayúsculas con altura de minúsculas.
Si se quiere hacer uso de la letra versalita en Microsoft Word, se debe acceder al apartado de "Fuente" usando la combinación de teclas Ctrl+M y luego, en la pestaña "Efectos", se marca la casilla "Versalitas".  También directamente mediante la combinación de teclas Ctrl+⇧ Mayús+L